# Шнейдер, Василий Васильевич
Василий Васильевич (Вильгельм Адольфович) Шнейдер (нем. August Wilhelm von Schneider; 1793—1872) — заслуженный профессор римского права в Санкт-Петербургском университете и Императорском училище правоведения. Тайный советник.

## Биография
Родился в Ревеле 16 (27) мая 1793 года. Происходил из мещан; лютеранин.
В 1810 году окончил Ревельское дворянское училище.
Обучался в Московском университете (на отделении нравственных и политических наук), который окончил с особым отличием. За два сочинения на латинском языке был награждён серебряной (02.07.1811; магистерская диссертация об основании уголовных законов) и золотой (1812; докторская диссертация о подражании изящным искусствам) медалями. Будучи ещё студентом, в 1812 году Василий Васильевич был репетитором Панина и Грибоедова.
В службе с 1 мая 1818 года; был преподавателем латинской и немецкой литературы в Благородном университетском пансионе.
В 1817 году был посвящён в масоны в московской ложе «Нептуна», которой руководил П. И. Голенищев-Кутузов. В следующем, 1818 году перешёл в другую московскую ложу — «Ищущих манны».
Во время недостатка педагогов в Санкт-Петербургском университете при Дмитрии Павловиче Руниче, в июле 1822 года, Шнейдер начал преподавать римское право в этом университете. Впоследствии он получил звание экстраординарного, в 1826 году — ординарного профессора. С 1825 по 1827 гг. секретарь, с 1827 по 1829 гг. декан философско-юридического факультета Санкт-Петербургского университета. В 1829 году по представлению М. М. Сперанского был награждён чином коллежского советника. Уже в 1847 году он стал заслуженным профессором.
В 1827—1838 годах был, сначала инспектором, а с 1831 года — директором 3-й Санкт-Петербургской гимназии.
Также Шнейдер был заслуженным профессором в Императорском училище правоведения по кафедре римского права (1835—1863 гг.), латинского языка и словесности (1846—1860 гг.). В 1834 году Василий Васильевич стал членом комитета, учрежденного для выработки правил для надзора за частными учебными заведениям. С 8 октября 1843 года имел чин действительного статского советника.
Опубликованы были лишь две его речи, произнесённые на университетских актах 1840 и 1858 годов:
- «De cognatione quae inter antiquitatis studia et juris disciplinam ad historiae normam constitutam et informatam intercedat»
- «О значении римского права в отношении к новейшим правам»[2]

Был награждён орденами: Св. Анны 1-й и 2-й степени, Св. Станислава 1-й и 3-й степени, Св. Владимира 3-й и 4-й степени. В конце 1861 года Шнейдер оставил свою профессорскую деятельность.
По отзыву Василия Васильевича Григорьева, Шнейдер по праву считался в двадцатых годах XIX века светилом философско-юридического факультета, который в то время находился в состоянии упадка, так как любил свой предмет и его историю и умело преподносил свои знания слушателям.
Александр Васильевич Никитенко характеризует Шнейдера, как одного из лучших профессоров Санкт-Петербургского университета, и, по его словам, Василий Васильевич был в тесных связях с разными значительными лицами, особенно со Сперанским, и многое знал из секретного хода событий.
Вот какую характеристику Шнейдера даёт один из его учеников из училища правоведения — Владимир Васильевич Стасов:
Шнейдер был человек великолепный, по прекрасной душе, благородству и энергии своей. Он многим из нас сделал великое добро, отстаивая в совете училища наши права и училищные заслуги, помогая одному перейти из класса в класс, другому получить при выпуске тот или другой чин, наконец, спасая иногда от исключения. Все его y нас любили от мала до велика, и я думаю, нет никого из бывших в те времена в училище, кто не сохранил бы о нем самого благодарного, полного симпатии и уважения воспоминания. Но как профессор, он нам казался тяжелым немецким педантом со всем своим римским правом
Скончался 27 ноября (9 декабря) 1872 года в Санкт-Петербурге в чине тайного советника; похоронен на Смоленском евангелическом кладбище (на надгробном памятнике — August-Wilhelm von Schneider).

## Семья
С 6 октября 1835 года был женат на Катарине-Вильгемине Рашет (02.05.1814—04.06.1880). Их дети:
- Карл (1837—1914) — правовед, действительный тайный советник, сенатор.
- Катарина (1839—1896), замужем за Николаем Туром (1834—1905); их сын юрист Андреас фон Тур[англ.] (1864—1925)
- Владимир (1843—1914) — доктор химии, почётный член Санкт-Петербургского технологического института.